# Concursul Muzical Eurovision 1965
Concursul Muzical Eurovision 1965 a fost cea de-a zecea ediție a Concursului Muzical Eurovision. Luxemburgul și-a obținut a doua victorie, în timp ce Belgia, Finlanda, Germania și Spania au obținut 0 puncte pentru prima oară. Concursul din 1965 a marcat debutul Irlandei, care mai târziu a obținut cel mai mare număr de victorii din istoria concursului.

## Rezultate
|    | Țară          | Limbă      | Artist             | Cântec                            | Traducere                            | Loc | Puncte |
| -- | ------------- | ---------- | ------------------ | --------------------------------- | ------------------------------------ | --- | ------ |
| 01 | Țările de Jos | olandeză   | Conny van den Bos  | „'t Is genoeg”                    | E destul                             | 11  | 5      |
| 02 | Regatul Unit  | engleză    | Kathy Kirby        | „I Belong”                        | Eu aparțin                           | 2   | 26     |
| 03 | Spania        | spaniolă   | Conchita Bautista  | „¡Qué bueno, qué bueno!”          | Ce bine, ce bine!                    | 15  | 0      |
| 04 | Irlanda       | engleză    | Butch Moore        | „Walking the Streets in the Rain” | Plimbându-mă pe străzi în ploaie     | 6   | 11     |
| 05 | Germania      | germană    | Ulla Wiesner       | „Paradies, wo bist du?”           | Paradis, unde ești?                  | 15  | 0      |
| 06 | Austria       | germană    | Udo Jürgens        | „Sag ihr, ich lass sie grüßen”    | Spune-i că-i trimit salutări         | 4   | 16     |
| 07 | Norvegia      | norvegiană | Kirsti Sparboe     | „Karusell”                        | Carusel                              | 13  | 1      |
| 08 | Belgia        | olandeză   | Lize Marke         | „Als het weer lente is”           | Când revine primăvara                | 15  | 0      |
| 09 | Monaco        | franceză   | Marjorie Noël      | „Va dire à l'amour”               | Du-te și spune-i iubirii             | 9   | 7      |
| 10 | Suedia        | engleză    | Ingvar Wixell      | „Absent Friend”                   | Prieten absent                       | 10  | 6      |
| 11 | Franța        | franceză   | Guy Mardel         | „N'avoue jamais”                  | Să nu recunoști niciodată            | 3   | 22     |
| 12 | Portugalia    | portugheză | Simone de Oliveira | „Sol de inverno”                  | Soare de iarnă                       | 13  | 1      |
| 13 | Italia        | italiană   | Bobby Solo         | „Se piangi, se ridi”              | Dacă plângi, dacă râzi               | 5   | 15     |
| 14 | Danemarca     | daneză     | Birgit Brüel       | „For din skyld”                   | De dragul tău                        | 7   | 10     |
| 15 | Luxemburg     | franceză   | France Gall        | „Poupée de cire, poupée de son”   | Păpușă din ceară, păpușă din rumeguș | 1   | 32     |
| 16 | Finlanda      | finlandeză | Viktor Klimenko    | „Aurinko laskee länteen”          | Soarele apune în vest                | 15  | 0      |
| 17 | Iugoslavia    | croată     | Vice Vukov         | „Čežnja”                          | Dor                                  | 12  | 2      |
| 18 | Elveția       | franceză   | Yovanna            | „Non, à jamais sans toi”          | Nu, pentru totdeauna fără tine       | 8   | 8      |

## Tabel
|            |               | Rezultate    | Rezultate | Rezultate | Rezultate | Rezultate | Rezultate | Rezultate | Rezultate | Rezultate | Rezultate | Rezultate  | Rezultate | Rezultate | Rezultate | Rezultate | Rezultate  | Rezultate | Rezultate | Rezultate |
| ---------- | ------------- | ------------ | --------- | --------- | --------- | --------- | --------- | --------- | --------- | --------- | --------- | ---------- | --------- | --------- | --------- | --------- | ---------- | --------- | --------- | --------- |
| Total      | Țările de Jos | Regatul Unit | Spania    | Irlanda   | Germania  | Austria   | Norvegia  | Belgia    | Monaco    | Suedia    | Franța    | Portugalia | Italia    | Danemarca | Luxemburg | Finlanda  | Iugoslavia | Elveția   |           |           |
| Concurenți | Țările de Jos | 5            |           |           |           |           |           |           | 5         |           |           |            |           |           |           |           |            |           |           |           |
| Concurenți | Regatul Unit  | 26           |           |           | 5         |           |           |           | 1         | 6         |           | 3          |           |           | 1         | 5         |            |           |           | 5         |
| Concurenți | Spania        | 0            |           |           |           |           |           |           |           |           |           |            |           |           |           |           |            |           |           |           |
| Concurenți | Irlanda       | 11           |           |           |           |           |           |           |           |           |           |            |           | 3         | 5         |           |            |           | 3         |           |
| Concurenți | Germania      | 0            |           |           |           |           |           |           |           |           |           |            |           |           |           |           |            |           |           |           |
| Concurenți | Austria       | 16           |           | 3         |           | 5         |           |           |           |           |           |            |           | 5         | 3         |           |            |           |           |           |
| Concurenți | Norvegia      | 1            |           |           |           |           |           | 1         |           |           |           |            |           |           |           |           |            |           |           |           |
| Concurenți | Belgia        | 0            |           |           |           |           |           |           |           |           |           |            |           |           |           |           |            |           |           |           |
| Concurenți | Monaco        | 7            |           | 5         |           |           |           |           |           |           |           |            |           |           |           |           |            |           | 1         | 1         |
| Concurenți | Suedia        | 6            |           |           |           |           |           |           |           |           |           |            |           |           |           | 3         |            | 3         |           |           |
| Concurenți | Franța        | 22           | 1         |           | 3         | 1         | 3         |           |           |           | 5         |            |           |           |           |           | 3          | 1         | 5         |           |
| Concurenți | Portugalia    | 1            |           |           |           |           |           |           |           |           | 1         |            |           |           |           |           |            |           |           |           |
| Concurenți | Italia        | 15           | 3         | 1         |           |           | 1         |           |           | 3         | 3         |            | 3         |           |           |           | 1          |           |           |           |
| Concurenți | Danemarca     | 10           |           |           |           |           |           |           |           |           |           | 5          |           |           |           |           | 5          |           |           |           |
| Concurenți | Luxemburg     | 32           | 5         |           | 1         | 3         | 5         | 5         | 3         |           |           | 1          |           |           |           | 1         |            | 5         |           | 3         |
| Concurenți | Finlanda      | 0            |           |           |           |           |           |           |           |           |           |            |           |           |           |           |            |           |           |           |
| Concurenți | Iugoslavia    | 2            |           |           |           |           |           |           |           |           |           |            | 1         | 1         |           |           |            |           |           |           |
| Concurenți | Elveția       | 8            |           |           |           |           |           | 3         |           |           |           |            | 5         |           |           |           |            |           |           |           |

|   | Nr. | Pentru        | De la                                      |
| - | --- | ------------- | ------------------------------------------ |
| 6 | 1   | Regatul Unit  | Belgia                                     |
| 5 | 4   | Luxemburg     | Austria, Finlanda, Germania, Țările de Jos |
| 5 | 4   | Regatul Unit  | Elveția, Danemarca, Spania                 |
| 5 | 2   | Austria       | Irlanda, Portugalia                        |
| 5 | 2   | Franța        | Monaco, Iugoslavia                         |
| 5 | 2   | Danemarca     | Luxemburg, Suedia                          |
| 5 | 1   | Elveția       | Franța                                     |
| 5 | 1   | Irlanda       | Italia                                     |
| 5 | 1   | Monaco        | Regatul Unit                               |
| 5 | 1   | Țările de Jos | Norvegia                                   |

## Artiști care au revenit
| Artist            | Țară       | Ani precedenți | Loc |
| ----------------- | ---------- | -------------- | --- |
| Conchita Bautista | Spania     | 1961           | 9   |
| Udo Jürgens       | Austria    | 1964           | 6   |
| Vice Vukov        | Iugoslavia | 1963           | 11  |

## Comentatori
- Țările de Jos – Teddy Scholten (Nederland 1)[2]
- Regatul Unit - David Jacobs (BBC1), David Gell (BBC Light Programme)
- Spania - Federico Gallo (TVE)[3]
- Irlanda - Bunny Carr (Telefís Éireann), Kevin Roche (Radio Éireann)
- Germania - Hermann Rockmann (ARD Deutsches Fernsehen)[4]
- Austria - Emil Kollpacher (ORF)
- Norvegia - Erik Diesen (NRK și NRK P1)[5]
- Belgia - Herman Verelst (BRT), Paule Herreman (RTB)[6]
- Monaco - Pierre Tchernia (Télé Monte Carlo)
- Suedia - Berndt Friberg (Sveriges Radio-TV și SR P1) [7]
- Franța - Pierre Tchernia (Première Chaîne ORTF)[8]
- Portugalia - Henrique Mendes (RTP)
- Italia - Renato Tagliani (Programma Nazionale)
- Danemarca - necunoscut (DR TV)
- Luxemburg - Pierre Tchernia (Télé-Luxembourg)[8]
- Finlanda - Aarno Walli (TV-ohjelma 1)[9]
- Iugoslavia - Miloje Orlović (Televizija Beograd), Mladen Delić (Televizija Zagreb), Tomaž Terček (Televizija Ljubljana)
- Elveția - Theodor Haller (TV DRS), Georges Hardy (TSR), Giovanni Bertini (TSI)

## Purtători de cuvânt
1. Țările de Jos – Pim Jacobs
2. Regatul Unit - Michael Aspel
3. Spania - Pepe Palau
4. Irlanda - Frank Hall
5. Germania - Lia Wöhr
6. Austria - Ernst Grissemann
7. Norvegia - Sverre Christophersen[5]
8. Belgia - Nand Baert
9. Monaco - necunoscut
10. Suedia - Edvard Matz[10]
11. Franța - necunoscut
12. Portugalia - Maria Manuela Furtado
13. Italia - Renato Tagliani
14. Danemarca - Bent Henius
15. Luxemburg - necunoscut
16. Finlanda - Poppe Berg[11]
17. Iugoslavia - necunoscut
18. Elveția - Alexandre Burger